# Protula tubularia
Protula tubularia és una espècie d'anèl·lid poliquet de l'ordre dels sabèl·lides. Mesura uns 5 cm de longitud i uns 100 segments corporals, dels quals 7 formen la regió toràcica. No presenta opercle. Viu al fons marí sobre roques, pedres i conquilles fins als 100 m de profunditat. Es troba des del Mediterrani fins al canal de la Mànega.